# بلیر مدوبروک تراس (فلوریدا)
بلیر مدوبروک تراس (به انگلیسی: Bellair-Meadowbrook Terrace) یک منطقهٔ مسکونی در ایالات متحده آمریکا است که در شهرستان کلی، فلوریدا قرار دارد. بلیر مدوبروک تراس ۱۱٫۰ کیلومتر مربع مساحت و ۱۳٬۳۴۳ نفر جمعیت دارد.